# Springport (Indiana)
Springport – miasto w Stanach Zjednoczonych, w stanie Indiana, w hrabstwie Henry.